# Anton Nigl
Anton Nigl (* 3. Februar 1928 in Judendorf, Gemeinde Leoben) ist ein ehemaliger österreichischer Politiker (ÖVP) und Gewerkschaftssekretär. Er war von 1979 bis 1989 Mitglied des Bundesrates und im zweiten Halbjahr 1989 dessen Präsident.

## Ausbildung und Beruf
Nigl besuchte von 1934 bis 1938 die Volksschule in Judendorf-Seegraben und wechselte danach von 1938 bis 1942 an die Hauptschule in Donawitz. Er schloss die Hauptschule zwischen 1942 und 1943 in Bruck an der Mur ab und besuchte danach von 1943 bis 1944 die Försterschule in Ort bei Gmunden. Er diente 1945 im Zweiten Weltkrieg und war einige Monate in sowjetischer Kriegsgefangenschaft. Nach seiner Rückkehr aus dem Krieg setzte er von 1947 bis 1948 den Besuch der Försterschule in Ort fort. 1951 legte er die Staatsprüfung für den Forstschutz und technischen Hilfsdienst ab. Beruflich war Nigl zwischen 1948 und 1949 als Land- und Forstarbeiter tätig, danach arbeitete er von 1950 bis 1953 als Forstadjunkt und Förster. Er wurde 1953 Sekretär der Gewerkschaft der Privatangestellten und arbeitete bis 1988 in diesem Beruf. 

## Politik und Funktionen
Nigl trat der Österreichischen Volkspartei bei und wurde Mitglied im Österreichischen Arbeiter- und Angestelltenbund (ÖAAB). Er wirkte im ÖAAB von 1964 bis 1989 als Landesfinanzreferent des ÖAAB Steiermark und war von 1971 bis 1988 Präsident der Steiermärkischen Kammer für Arbeiter und Angestellte in der Land- und Forstwirtschaft. Er wirkte zudem von 1972 bis 1987 als Präsident des Österreichischen Landarbeiterkammertages und war von 1967 bis 1981 Landesobmann der Fraktion christlicher Gewerkschafter im Österreichischen Gewerkschaftsbund. Des Weiteren war er von 1964 bis 1973 Vorsitzender des Landesstellenausschusses der Land- und forstwirtschaftlichen Sozialversicherungsanstalt der Landesstelle Steiermark. Er vertrat die ÖVP von 1965 bis 1978 als Abgeordneter im Landtag Steiermark und war vom 31. Mai 1979 bis zum 31. Dezember 1989 Mitglied des Bundesrates. Zwischen dem 1. Juli 1989 und dem 31. Dezember 1989 fungierte er als Präsident des Bundesrates.

## Auszeichnungen
- Großes Goldenes Ehrenzeichen mit dem Stern für Verdienste um die Republik Österreich
- Großes Silbernes Ehrenzeichen für Verdienste um die Republik Österreich
- Großes Goldenes Ehrenzeichen des Landes Steiermark
- Großes Goldenes Ehrenzeichen des Landes Steiermark mit dem Stern